# WTA-toernooi US Hardcourt
Het WTA-toernooi US Hardcourt is een voormalig tennistoernooi voor vrouwen dat van 1988 tot en met 1997 plaatsvond op hardcourt in een reeks van plaatsen in de Verenigde Staten. De officiële naam van het toernooi was US Hardcourt Championships.
De WTA organiseerde het toernooi, dat laatstelijk in de categorie "Tier II" viel.
Er werd door 32 deelneemsters per jaar gestreden om de titel in het enkelspel, en door 16 paren om de dubbelspeltitel. Aan het kwalificatietoernooi voor het enkelspel namen 32 speelsters deel, met vier plaatsen in het hoofdtoernooi te vergeven.
Vanaf 1998 werd dit toernooi opgevolgd door het WTA-toernooi van New Haven.

## Plaats van handeling
| 1948                                   | San Francisco                       |
| 1949–1950                              | Berkeley                            |
| 1951, 1953                             | Salt Lake City                      |
| 1952, 1962                             | Seattle                             |
| 1954–1958, 1960–1961, 1963, 1966, 1968 | La Jolla                            |
| 1959                                   | Denver                              |
| 1964–1965, 1967, 1969                  | Sacramento                          |
| 1970–1987                              | geen toernooi                       |
| 1988–1992                              | San Antonio                         |
| 1993–1994                              | Stratton Mountain in Windham County |
| 1995–1996                              | geen toernooi                       |
| 1997                                   | Stone Mountain                      |

## Meervoudig winnaressen enkelspel
| speelster         | aantal titels | in de jaren      |
| ----------------- | ------------- | ---------------- |
| Steffi Graf       | 3             | 1988, 1989, 1991 |
| Conchita Martínez | 2             | 1993, 1994       |

## Finales

### Enkelspel
| Datum      | Naam                                | Cat.          | ($)           | Winnares              | Verliezend finaliste      | Uitslag       |
| ---------- | ----------------------------------- | ------------- | ------------- | --------------------- | ------------------------- | ------------- |
| 1948-10-05 | US Hard Court Championships         |               |               | Gussie Moran          | Virginia Kovacs           | 2-6, 6-1, 6-2 |
| 1949-09-19 | US Hard Court Championships         |               |               | Doris Hart            | Dorothy Head              | 6-3, 6-4      |
| 1950-09-18 | US Hard Court Championships         |               |               | Patricia Canning-Todd | Magda Rurac               | 6-2, 6-1      |
| 1951-06-25 | US Hard Court Championships         |               |               | Patricia Canning-Todd | Anita Kanter              | 6-1, 6-4      |
| 1952-06-02 | US Hard Court Championships         |               |               | Mary Prentiss         | Anita Kanter              | 6-1, 8-6      |
| 1953-06-07 | US Hard Court Championships         |               |               | Anita Kanter          | Joan Merciadis            | 6-0, 6-4      |
| 1954-12-06 | US Hardcourts                       |               |               | Beverly Fleitz        | Barbara Green             | 6-1, 6-3      |
| 1955-12-05 | US Hard Court Championships         |               |               | Mimi Arnold           | Patricia Canning-Todd     | 6-0, 6-0      |
| 1956-12-13 | US Hard Court Championships         |               |               | Nancy Kiner           | Patricia Canning-Todd     | 6-4, 5-7, 7-5 |
| 1957-12-12 | US Hard Court Championships         |               |               | Beverly Fleitz        | Mimi Arnold               | 6-1, 6-1      |
| 1958-12-11 | US Hard Court Championships         |               |               | Beverly Fleitz        | Karen Hantze              | 6-1, 8-6      |
| 1959-07-26 | US Hard Court Championships         |               |               | Sandra Reynolds       | Beverly Fleitz            | 6-3, 6-2      |
| 1960-12-11 | US Hard Court Championships         |               |               | Katherine Chabot      | Karen Hantze              | 4-6, 7-5, 7-5 |
| 1961-12-07 | US National Hard Courts             |               |               | Nancy Richey          | Dorothy Knode             | 6-1, 6-1      |
| 1962-06-11 | US Hard Court Championships         |               |               | Carol Hanks           | Marilyn Montgomery        | 7-5, 6-3      |
| 1963-12-05 | National US Hardcourt Championships |               |               | Darlene Hard          | Tory Fretz                | 6-1, 8-6      |
| 1964-06-07 | US Hard Court Championships         |               |               | Kathleen Harter       | Kathy Blake               | 6-1, 6-0      |
| 1965-06-06 | US Hard Court Championships         |               |               | Rosie Casals          | Kathleen Harter           | 6-4, 4-6, 6-2 |
| 1966-05-16 | USLTA Hard Courts                   |               |               | Billie Jean King      | Patti Hogan               | 7-5, 6-0      |
| 1967-05-27 | US Hard Court Championships         |               |               | Jane Bartkowicz       | Valerie Ziegenfuss        | 6-4, 6-4      |
| 1968-10-03 | US Hard Court Championships         |               |               | Maryna Godwin         | Janet Newberry            | 6-3, 8-6      |
| 1969-05-24 | US Hard Court Championships         |               |               | Eliza Pande           | Kristien Kemmer           | 7-5, 6-4      |
| 1970–1987  | geen toernooi                       | geen toernooi | geen toernooi | geen toernooi         | geen toernooi             | geen toernooi |
| 1988-02-29 | US Hard Court Championships         | Tier IV       | 200.000       | Steffi Graf           | Katerina Maleeva          | 6-4, 6-1      |
| 1989-02-27 | US Hard Court Championships         | Tier IV       | 200.000       | Steffi Graf           | Ann Henricksson           | 6-1, 6-4      |
| 1990-03-26 | US Hard Court Championships         | Tier III      | 225.000       | Monica Seles          | Manuela Maleeva-Fragnière | 6-4, 6-3      |
| 1991-03-25 | US Hard Court Championships         | Tier III      | 225.000       | Steffi Graf           | Monica Seles              | 6-4, 6-3      |
| 1992-03-23 | Acura US Hard Court Championships   | Tier III      | 225.000       | Martina Navrátilová   | Nathalie Tauziat          | 6-2, 6-1      |
| 1993-07-26 | Acura US Hard Court Championships   | Tier II       | 375.000       | Conchita Martínez     | Zina Garrison-Jackson     | 6-3, 6-2      |
| 1994-07-25 | Acura US Hard Court Championships   | Tier II       | 400.000       | Conchita Martínez     | Arantxa Sánchez Vicario   | 4-6, 6-3, 6-4 |
| 1995–1996  | geen toernooi                       | geen toernooi | geen toernooi | geen toernooi         | geen toernooi             | geen toernooi |
| 1997-08-18 | US Hard Court Championships         | Tier II       | 450.000       | Lindsay Davenport     | Sandrine Testud           | 6-4, 6-1      |

### Dubbelspel
| Datum      | Naam                                | Cat.          | ($)           | Winnaressen                            | Verliezend finalistes                     | Uitslag       |
| ---------- | ----------------------------------- | ------------- | ------------- | -------------------------------------- | ----------------------------------------- | ------------- |
| 1948-10-05 | US Hard Court Championships         |               |               | Louise Brough Margaret duPont          | Virginia Kovacs Sheila Summers            | 6-3, 6-3      |
| 1949-09-19 | US Hard Court Championships         |               |               | Virginia Kovacs Gussie Moran           | Shirley Fry Doris Hart                    | 6-2, 6-4      |
| 1950-09-18 | US Hard Court Championships         |               |               | Barbara Scofield Patricia Canning-Todd | Magda Rurac Wilma Smith                   | 6-2, 6-4      |
| 1951-06-25 | US Hard Court Championships         |               |               | Anita Kanter Patricia Canning-Todd     |                                           |               |
| 1952-06-02 | US Hard Court Championships         |               |               | Mary Prentiss Julia Sampson            | Anita Kanter Patsy Heard                  | 7-5, 6-2      |
| 1953-06-07 | US Hard Court Championships         |               |               | Barbara Lum Doris Popple               | Jo Freed Anita Kanter                     | 4-6, 6-4, 7-5 |
| 1954-12-06 | US Hardcourts                       |               |               | Dorothy Cheney Darlene Hard            | Patricia Canning-Todd Mary Prentiss       | 5-7, 7-5, 6-0 |
| 1955-12-05 | US Hard Court Championships         |               |               | Gracyn Kelleher Patricia Canning-Todd  | Estelle Kristensen Pat Yeomans            | 7-5, 6-1      |
| 1956-12-13 | US Hard Court Championships         |               |               | Nancy Kiner Patricia Canning-Todd      | Mary Prentiss Betty Struthers             | 6-4, 2-6, 7-5 |
| 1957-12-12 | US Hard Court Championships         |               |               | Beverly Fleitz Patricia Canning-Todd   | Dorothy Cheney Sally Moore                | 6-0, 6-0      |
| 1958-12-11 | US Hard Court Championships         |               |               | Sally Moore Gwyneth Thomas             | Beverly Fleitz Patricia Canning-Todd      | 5-7, 6-4, 6-4 |
| 1959-07-26 | US Hard Court Championships         |               |               | Sandra Reynolds Renée Schuurman        |                                           |               |
| 1960-11-30 | US Hard Court Championships         |               |               | Carole Caldwell Katherine Chabot       | Barbara Browning Maggie Taylor            | 6-2, 6-3      |
| 1961-12-07 | US National Hard Courts             |               |               | Dorothy Knode Mary Prentiss            | Dorothy Cheney Maggie Taylor              | 6-4, 6-2      |
| 1962-06-11 | US Hard Court Championships         |               |               | Marilyn Montgomery Janet Adkisson      | Jane Yee Linda Yee                        | 6-2, 6-2      |
| 1963-12-05 | National US Hardcourt Championships |               |               | Darlene Hard Paulette Verzin           | Tory Fretz Patti Hogan                    | 3-6, 6-2, 6-3 |
| 1964-06-01 | US Hard Court Championships         |               |               | Mimi Arnold Barbara Benigni            | Jean Danilovich Sue Shrader               | 6-4, 6-3      |
| 1965-05-29 | US Hard Court Championships         |               |               | Kathleen Harter Sue Shrader            | Rosie Casals Cecilia Martinez             | 6-4, 2-6, 8-6 |
| 1966-05-16 | USLTA Hard Courts                   |               |               | Rosie Casals Billie Jean King          | Dorothy Cheney Nancy Richey               | 6-2, 6-4      |
| 1967-05-27 | US Hard Court Championships         |               |               | Valerie Ziegenfuss Stephanie Grant     | Jane Bartkowicz Sue Shrader               | 8-6, 9-7      |
| 1968-10-03 | US Hard Court Championships         |               |               | Patti Hogan Maryna Godwin              | Janie Freeman Valerie Ziegenfuss          | 6-2, 6-2      |
| 1969-05-24 | US Hard Court Championships         |               |               | Pam Austin Tam O'Shaughnessy           | Cathie Anderson Barbara Downs             | 6-4, 6-1      |
| 1970–1987  | geen toernooi                       | geen toernooi | geen toernooi | geen toernooi                          | geen toernooi                             | geen toernooi |
| 1988-02-29 | US Hard Court Championships         | Tier IV       | 200.000       | Lori McNeil Helena Suková              | Rosalyn Fairbank Gretchen Magers          | 6-3, 6-7, 6-2 |
| 1989-02-27 | US Hard Court Championships         | Tier IV       | 200.000       | Katrina Adams Pam Shriver              | Patty Fendick Jill Hetherington           | 3-6, 6-1, 6-4 |
| 1990-03-26 | US Hard Court Championships         | Tier III      | 225.000       | Kathy Jordan Elizabeth Smylie          | Gigi Fernández Robin White                | 7-5, 7-5      |
| 1991-03-25 | US Hard Court Championships         | Tier III      | 225.000       | Patty Fendick Monica Seles             | Jill Hetherington Kathy Rinaldi           | 7-6, 6-2      |
| 1992-03-23 | Acura US Hard Court Championships   | Tier III      | 225.000       | Martina Navrátilová Pam Shriver        | Patty Fendick Andrea Strnadová            | 3-6, 6-2, 7-6 |
| 1993-07-26 | Acura US Hard Court Championships   | Tier II       | 375.000       | Elizabeth Smylie Helena Suková         | Manuela Maleeva-Fragnière Mercedes Paz    | 6-1, 6-2      |
| 1994-07-25 | Acura US Hard Court Championships   | Tier II       | 400.000       | Pam Shriver Elizabeth Smylie           | Conchita Martínez Arantxa Sánchez Vicario | 7-6, 2-6, 7-5 |
| 1995–1996  | geen toernooi                       | geen toernooi | geen toernooi | geen toernooi                          | geen toernooi                             | geen toernooi |
| 1997-08-18 | US Hard Court Championships         | Tier II       | 450.000       | Nicole Arendt Manon Bollegraf          | Alexandra Fusai Nathalie Tauziat          | 6-7, 6-3, 6-2 |

ITF-toernooien (mannen en vrouwen)

ATP-toernooien (mannen) – ATP-seizoen 2025

WTA-toernooien (vrouwen) – WTA-seizoen 2025

Voormalige toernooien mannen
Voormalige toernooien vrouwen
Voormalige amateurtoernooien